# Noć kazališta
Noć kazališta (European theatre night) jednodnevna je manifestacija posvećena scenskim i izvedbenim umjetnostima. Održava se istovremeno u velikom broju hrvatskih gradova svake godine treće subote u mjesecu studenome. Kazalište toga dana postaje glavnim mjestom susreta, dijaloga, druženja i novih spoznaja kako umjetnika i kazališnih djelatnika tako i publike.

## Opis
Projekt Europska noć kazališta jednodnevna je manifestacija posvećena scenskim i izvedbenim umjetnostima. Održava se istovremeno u 11 europskih država (Hrvatskoj, Slovačkoj, Bosni i Hercegovini, Crnoj Gori, Sloveniji, Srbiji, Austriji, Mađarskoj, Češkoj, Bugarskoj i Belgiji), svake godine treće subote u mjesecu studenom. Kazalište toga dana postaje glavnim mjestom susreta, dijaloga, druženja i novih spoznaja kako umjetnika i kazališnih djelatnika tako i publike. Toga dana kazališta daruju izvedbe, ali i otvaraju svoja vrata publici pa, rušeći na trenutak iluziju kazališta, produbljuju vezu koju publika ima s onima koji za nju igraju i mjestom na kojem to rade. 
Pored niza već gotovih predstava, Noć kazališta svoj program širi i na gostovanja međunarodnih koprodukcija, razmjene predstava između domaćih kazališnih kuća, čitanja i uprizorenja tekstova suvremenih europskih autora, okrugle stolove i susrete s izravnim uključenjima putem interneta. Sva događanja u sklopu ove jednodnevne, ali i cjelonoćne manifestacije okupljena su oko jednog cilja – ostvarivanja novog i drugačijeg zajedništva kazališne publike i kazališnih umjetnika u jedinstvenom iskustvu.

## Noć kazališta u Hrvatskoj

### Noć kazališta 2008.
Nultu Noć kazališta ostvarili su Dječje kazalište Dubrava i Šibensko kazalište 25. listopada 2008. godine. Odigrano je 6 kazališnih predstava i organizirano 6 različitih popratnih programa, a pratilo ih je 1.000 posjetitelja. Nakon evaluacije nulte Noći kazališta, uviđena je potreba za takvom manifestacijom na razini cijele Republike Hrvatske. Uz pokroviteljstvo Ministarstva kulture Republike Hrvatske, na okruglom stolu ravnatelja hrvatskih kazališta, održanom 27. travnja 2009. godine u sklopu Festivala hrvatske drame i autorskog kazališta Marulićevi dani, jedna od tema bila je predstavljanje i poziv za sudjelovanjem u manifestaciji Noć kazališta – noć otvorenih vrata, 2009. godine.

### Noć kazališta 2009.
Prva Noć kazališta održana je 21. studenoga 2009. godine u 43 hrvatska kazališta iz 21 grada na području cijele Republike Hrvatske. Odigrano je 85 kazališnih predstava i organizirano 55 različitih popratnih programa. Projekt je pratilo i u njemu sudjelovalo 30.000 posjetitelja. Dječje kazalište Dubrava, kao koordinator projekta, otvorilo je za manifestaciju internetsku stranicu www.noc-kazališta.com kao mjesto umražavanja svih kazališta sudionika sa svojim programima i koordinacijski ured Noći kazališta. Za promidžbu stvoreno je jedinstveno grafičko oblikovanje, snimljen je radijski jingle, tiskano 40 zastava, 50 bilboarda u svim gradovima sudionicima, 2.000 plakata dimenzija 70×50 cm, 15.000 programskih letaka, 550 majica i 500 bedževa manifestacije, s jedinstvenim logom. Medijska praćenost manifestacije donijela je 128 objava u tisku, 74 objave na internetskim portalima, 60 radijskih i 10 televizijskih najava i osvrta, 150 radijskih emitiranja jingla manifestacije. Internetsku stranicu tijekom mjeseca studenoga posjetilo je 13.000 posjetitelja, stranica je otvarana 60.000 puta i na nju je učinjeno 620.000 klikova.

### Europska noć kazališta 2010.
U 2010. godini Noć kazališta širi se van granica Republike Hrvatske, te poprima novi naziv Europska noć kazališta u koju su se uključile tri države, Bosna i Hercegovina, Slovačka i Crna Gora. Tako su se treću nedjelju u studenome, oko 3 sata ujutro ugasila posljednja svjetla u Europskoj noći kazališta. Ljubitelji kazališta napokon su došli na svoje i jednu noć bili povezani sa svim ljubiteljima kazališta. Osim u predstavama posjetitelji su uživali u izložbama, radionicama, koncertima, instalacijama, performansima, razgovorima s glumcima, razgledavanju garderoba, propadališta, krojačnica… U Hrvatskoj je u 25 gradova, 56 predstava i 65 popratnih programa uživalo oko 50 000 posjetitelja. Koordinator Noc divadiel u Slovačkoj je Kazališni institut iz Bratislave, a tamo je u 26 kazališta odigrano 40 predstava i 20 popratnih programa, dok je 10 000 ljudi posjetilo manifestaciju. Koordinator u Bosni i Hercegovini je Bosansko narodno pozorište iz Zenice, tamo je oko 15 000 ljudi posjetilo 33 kazališta u 17 gradova, a odigrano je 50 predstava i 35 popratnih programa. Iako se Crna Gora naknadno uključila (kao pilot izdanje) oko 1 000 posjetitelja pogledalo je predstave u Crnogorskom narodnom pozorištu iz Podgorice. Dječje kazalište Dubrava pokrenulo je i internetsku stranicu www.europeantheatrenight.com koja postaje mjesto umrežavanja svih sudionika manifestacije te su na njoj poveznice na web stranice manifestacija pojedinih zemalja sudionica.

### Europska noć kazališta 2011.
U Europskoj noći kazališta 2011. godine sudjelovalo je 7 država: Hrvatska, Bosna i Hercegovina, Slovačka, Crna Gora, Srbija, Slovenija i Austrija. U Hrvatskoj je Europska noć kazališta održana u 27 gradova, 70 kazališta u kojima je odigrano 119 predstava i održano 40 popratnih programa, a broj posljetitelja je bio 40 000. U Slovačkoj je manifestacija održana u 9 gradova, 28 kazališta i kazališnih institucija, gdje je odigrano 58 predstava u kojima je uživalo 10 000 posjetitelja. U Bosni i Hercegovini manifestacija je održana u 18 gradova,u 36 kazališta i kazališnih institucija, gdje su odigrane 42 predstave s 21 popratnim programom, koje je posjetilo 10 000 zaljubljenika u kazalište. Nakon uspješnosti pilot projekta u Crnoj Gori manifestacija se proširila u 6 gradova, 7 kazališta, gdje je odigrano 10 predstava i ponuđeno 5 popratnih programa 2 000 posjetitelja. Po prvi put u projekt se uključila i Republika Austrija, čiji je koordinator bio IG Kultur i IG Freie Theaterarbeit iz Beča te se tako Europska noć kazališta održala u 6 austrijskih gradova, u kojem su sudjelovala 32 kazališta s 35 predstava i 12 popratnih programa, a broj posjetitelja je iznosio 5 500. Nacionalni koordinator za Republiku Sloveniju je bilo Gledališče Glej iz Ljubljane koje je organiziralo manifestaciju u 7 gradova i 17 kazališta, gdje je 1 600 posjetitelja odgledalo 13 predstava i 5 popratnih programa. U Republici Srbiji Network media iz Beograda organizirala je manifestaciju u 20 gradova i 21 kazalištu i kazališnoj instituciji.

### Europska noć kazališta 2012.
Europska noć kazališta je u 2012. godini održana u 31 gradu i 83 kulturne institucije u Hrvatskoj gdje je više od 45 000 gledatelja pogledalo 120 predstava i uživalo u šezdesetak popratnih programa. U svim kazalištima tražila se karta više. Osim u predstavama posjetitelji su mogli pogledati izložbu, poslušati koncert ili uživati u druženju uz čaj ili kuhano vino. U nekim kazalištima druženja su trajala do dugo u noć. U cijeloj Noći kazališta radilo je više od 10 000 kulturnih djelatnika, oni su svojim entuzijazmom i ljubavi prema kazalištu i ovogodišnju Noć učinili velikom. Osim u Hrvatskoj, Noć kazališta održana je u još 6 zemalja i to u Sloveniji, Slovačkoj, Bosni i Hercegovini, Srbiji, Mađarskoj i Crnoj Gori, stoga je u jednoj večeri u 87 gradova održano oko 230 predstava. Mađarska se po prvi puta kao partnerska zemlja uključila u projekt sa svojom organizacijom Assitej Mađarska.

### Europska noć kazališta 2013.
U 2013. godini održat će se peta jubilarna Europska noć kazališta te se očekuje sudjelovanje više kazališta i kulturnih institucija u Hrvatskoj, s više predstava i popratnih programa. Upravo zbog veće ponude očekuje se i veći odaziv publike nego godinu dana ranije. Na području Europe očekuje se sudjelovanje ukupno 9 zemalja s obzirom na to da će se Češka, Bugarska i Belgija po prvi puta priključiti kao nove partnerske zemlje.

## Noć kazališta u Europi
NOĆ TEATRA (BiH), www.noc-teatra.ba, Bosansko narodno pozorište Zenica     
NOC DIVADIEL (SK), www.nocdivadiel.sk, Kazališni institut Bratislava (Divadelný ústav Bratislava)     
NOĆ POZORIŠTA (MNE), Crnogorsko narodno pozorište     
NOČ GLEDALIŠČ (SLO), europeantheatrenight.com/slovenia, Glej Gledališče     
NOĆ POZORIŠTA (SRB), www.noc-pozorista.com, Network Media     
THEATERNACHT (A), www.europaeische-theaternacht.at, IG Kultur     
SZÍNHÁZAK ÉJSZAKÁJA (H), www.szinhaz.hu, Assitej Hungarian Centre
NOC DIVADEL (CZ), www.idu.cz, www.nocdivadel.cz, Arts and Theatre Institue Prague    
НОЩ НА ТЕАТЪРА (BG) www.theatresnight.org, www.artprojects.info, Art Projects Foundation  
NUIT DU SPECTACLE (B), www.lavenerie.be, La Venerie Asbl, Centre Culturel De Watermael-Boitsfort

## Vanjske poveznice
- Europska noć kazališta